# Varanus tristis
Varanus tristis este o specie de reptile din genul Varanus, familia Varanidae, descrisă de Schlegel 1839.

## Subspecii
Această specie cuprinde următoarele subspecii:
- V. t. tristis
- V. t. orientalis